# The Last Appeal (film 1911)
The Last Appeal è un cortometraggio muto del 1911 diretto da Thomas H. Ince.

## Trama
Alice, una bambina storpia, vive da sola con la madre, gravemente malata di tubercolosi. La donna, dopo essere stata abbandonata dal marito, ha lottato duramente per poter mantenere quella bambina. Adesso, vedendo arrivare la fine, manda una lettera al marito, chiedendogli di provvedere alla figlia quando lei non ci sarà più. Alice, per aiutare la madre, va per le strade a vendere giornali. Un giorno incontra, senza saperlo, proprio suo padre. L'uomo perde il proprio portafoglio e la ragazzina, tutta felice, porta a casa quel piccolo trofeo. La madre, però, che è una donna onesta, le chiede di andare a restituirlo. La casa del proprietario del portafoglio è un elegante palazzo: Alice ha grandi difficoltà nel farsi ricevere ma, alla fine, riesce nell'impresa. L'uomo è incuriosito da quella bambina così onesta e sfortunata. La accompagna a casa, dove rivede la moglie che, sul letto di morte, gli raccomanda la figlia. Ellis, il padre, porta con sé Alice e, a casa, si prende cura di lei affidandola anche a un bravo medico che, gradualmente, riesce a farle recuperare l'uso delle gambe. Ellis, dimentico delle sue frequentazioni sociali che prima occupavano tutto il suo tempo, resta vicino alla figlia, padre affettuoso che, la sera, finisce la giornata rimboccandole le coperte quando la piccola deve andare a dormire. Appare la visione della madre morta che sorride ai due, felice di quel legame che li unisce in una serena armonia.

## Produzione
Il film fu prodotto dall'Independent Moving Pictures Co. of America (IMP).

## Distribuzione
Il film - un cortometraggio in una bobina - uscì nelle sale statunitensi il 1º giugno 1911, distribuito dalla Motion Picture Distributors and Sales Company.